# Liste der Mitglieder der American Academy of Arts and Sciences/1967
Im Jahr 1967 wählte die American Academy of Arts and Sciences 108 Personen zu ihren Mitgliedern.

## Neu gewählte Mitglieder
- Robert McCormick Adams (1926–2018)
- Alexander Altmann (1906–1987)
- Enrique Anderson Imbert (1910–2000)
- Horace Albert Barker (1907–2000)
- Robert Neelly Bellah (1927–2013)
- John Berryman (1914–1972)
- Ronald Charles David Breslow (1931–2017)
- John Mills Brookhart (1913–1995)
- Herbert Butterfield (1900–1979)
- Hugh John Forster Cairns (1922–2018)
- Lennart Axel Edvard Carleson (* 1928)
- Milton Ure Clauser (1913–1980)
- Donald James Cram (1919–2001)
- James Watson Cronin (1931–2016)
- Imogen Cunningham (1883–1976)
- Adam Curle (1916–2006)
- Norman Christian Dahl (1918–2004)
- Allison Davis (1902–1983)
- John Philip Dawson (1902–1985)
- Bern Dibner (1897–1988)
- Nikolai Petrowitsch Dubinin (1907–1998)
- Anderson Hunter Dupree (1921–2019)
- Frederick McCurdy Eaton (1905–1984)
- Monroe Davis Eaton (1904–1989)
- Richard Ghormley Eberhart (1904–2005)
- Otto Eckstein (1927–1984)
- Loren Corey Eiseley (1907–1977)
- William Martin Fairbank (1917–1989)
- Federico Fellini (1920–1993)
- Luis Alberto Ferre (1904–2003)
- Jacques Friedel (1921–2014)
- Stanley Howells Fuld (1903–2003)
- Peter Jack Gay (1923–2015)
- John Heysham Gibbon (1903–1973)
- Eli Goldston (1920–1974)
- Martha Austin Graham (1894–1991)
- Ernest Max Grunwald (1923–2002)
- Irwin Clyde Gunsalus (1912–2008)
- Jack Halpern (1925–2018)
- James David Hart (1911–1990)
- Richard Held (1922–2016)
- Lars Hörmander (1931–2012)
- Frank Lappin Horsfall (1906–1971)
- Kurt Julius Isselbacher (1925–2019)
- Leon Orris Jacobson (1911–1992)
- Niels Kaj Jerne (1911–1994)
- Ewart Ray Herbert Jones (1911–2002)
- Har Gobind Khorana (1922–2011)
- George Klein (1925–2016)
- Daniel E. Koshland (1920–2007)
- David Saul Landes (1924–2013)
- Oscar Lewis (1914–1970)
- Henry Linschitz (1919–2014)
- Karl Löwith (1897–1973)
- Maynard Mack (1909–2001)
- Richard Stockton MacNeish (1918–2001)
- Bernard Malamud (1914–1986)
- Edmond Malinvaud (1923–2015)
- Bruce Mazlish (1923–2016)
- William Vincent McDermott (1917–2001)
- Lionel Wilfred McKenzie (1919–2010)
- Charles Edward Merrill (1920–2017)
- Carl Vernon Moore (1908–1972)
- Alberto Moravia (1907–1990)
- Franklin David Murphy (1916–1994)
- Anthony Gervin Oettinger (1929–2022)
- Iris Margaret Cutting Origo (1902–1988)
- John Horace Parry (1914–1982)
- Ieoh Ming Pei (1917–2019)
- Jean Joseph François Perrot (1920–2012)
- Nino Pirrotta (1908–1998)
- Hans Popper (1903–1988)
- Theodore Thomas Puck (1916–2005)
- Gardner Cowles Quarton (1918–1990)
- Stuart Alan Rice (1932–2024)
- Dickinson Woodruff Richards (1895–1973)
- John Barkley Rosser (1907–1989)
- Robert Green Sachs (1916–1999)
- Edwin Ernest Salpeter (1924–2008)
- Leonard Bertram Schapiro (1908–1983)
- Berta Vogel Scharrer (1906–1995)
- Thomas Crombie Schelling (1921–2016)
- Harold Abraham Scheraga (1921–2020)
- Gunther Alexander Schuller (1925–2015)
- Francis Reginald Scott (1899–1985)
- Iossif Samuilowitsch Schklowski (1916–1985)
- Wilfred Cantwell Smith (1916–2000)
- Donald Clayton Spencer (1912–2001)
- John Ewart Wallace Sterling (1906–1985)
- Jack Leonard Strominger (* 1925)
- John Newenham Summerson (1904–1992)
- Stanley Sterling Surrey (1910–1984)
- James Johnson Sweeney (1900–1986)
- Hewson Hoyt Swift (1920–2004)
- George Szell (1897–1970)
- Kenzō Tange (1913–2005)
- Charles Allen Thomas (1900–1982)
- Michael Tinkham (1928–2010)
- Hans Henrikson Ussing (1911–2000)
- Gregory Vlastos (1907–1991)
- Gerald Joseph Wasserburg (1927–2016)
- Myron Weiner (1931–1999)
- Torsten Nils Wiesel (* 1924)
- Joseph Chamberlain Wilson (1909–1971)
- Dael Lee Wolfle (1906–2002)
- Dean Everett Wooldridge (1913–2006)
- Paul Iwan Jakowlew (1894–1983)
- Adam Yarmolinsky (1922–2000)